# تومكاتس
تومكاتس (بالإنجليزية: Tomcats)‏ هو فيلم كوميدي تم إنتاجه في الولايات المتحدة وصدر في سنة 2001. من بطولة جيري أوكونيل وشانون إليزابيث.

## الميزانية والإيرادات
بلغت تكلفة إنتاج الفيلم حوالي 11 مليون دولار بينما حقق إيرادات تقدر بـ 23430766 دولار.

## وصلات خارجية
- تومكاتس على موقع IMDb (الإنجليزية)
- تومكاتس على موقع ميتاكريتيك (الإنجليزية)
- تومكاتس على موقع روتن توميتوز (الإنجليزية)
- تومكاتس على موقع نتفليكس (الإنجليزية)
- تومكاتس على موقع قاعدة بيانات الأفلام العربية
- تومكاتس على موقع ألو سيني (الفرنسية)
- تومكاتس على موقع Turner Classic Movies (الإنجليزية)
- تومكاتس على موقع أول موفي (الإنجليزية)
- تومكاتس على موقع بوكس أوفيس موجو (الإنجليزية)
- تومكاتس على موقع فيلمافينيتي (الإسبانية)